# 曹涇
曹涇（?—?），字清父，休寧（今安徽休寧縣）人。

## 生平
曹涇八歲誦五經，宋咸淳四年陈文龙榜进士，授昌化簿。精於朱熹之學，有弟子马端临。

## 家族
屯田郎中曹矩之後代。至曾祖曹然時開始遷居歙南叶村。